# Ennio Nonni

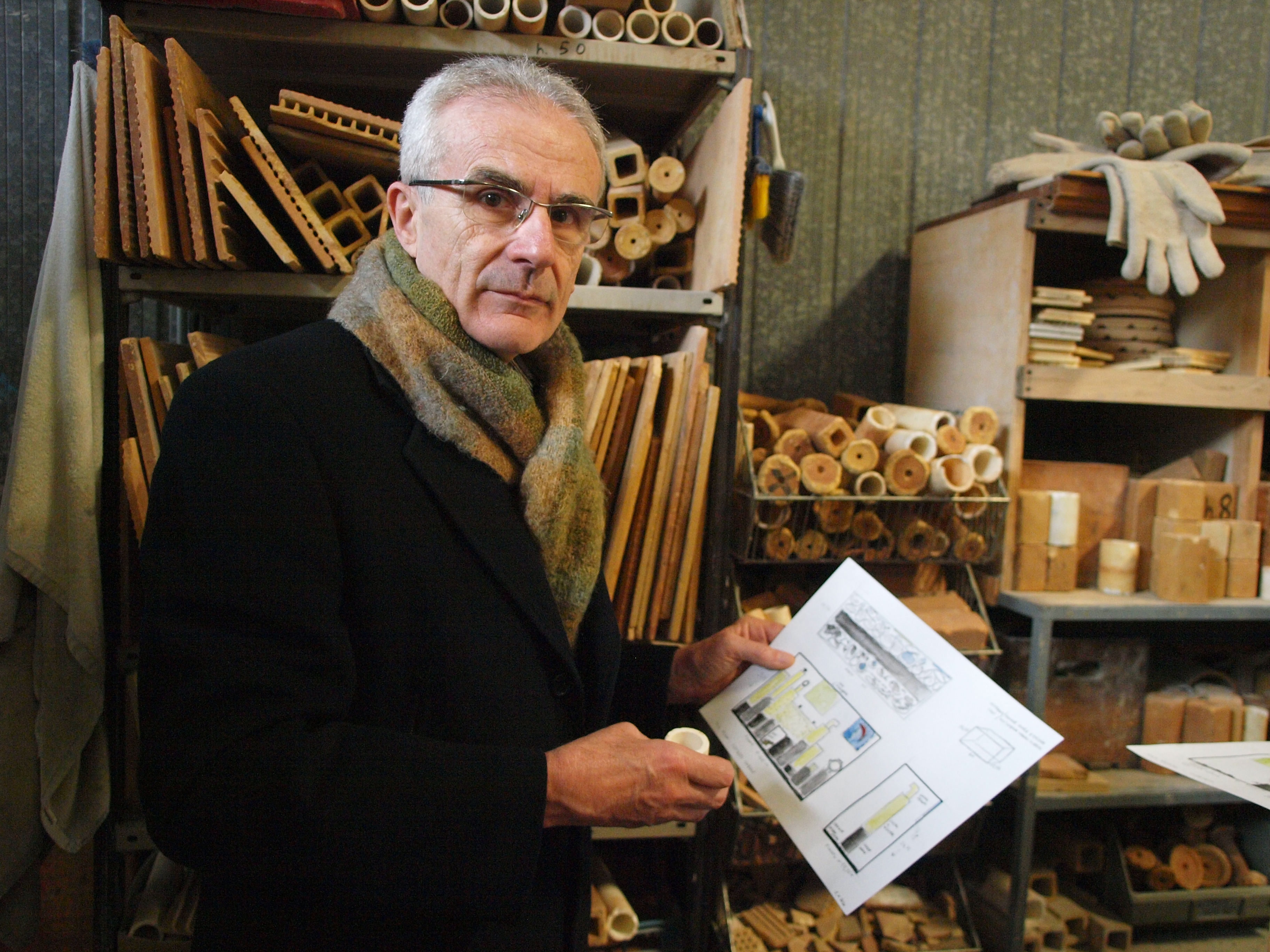
Arch. Ennio Nonni

Ennio Nonni (Faenza, 28 settembre 1954) è un urbanista, architetto e designer italiano.

## Biografia
Si laurea nel 1978 in architettura alla Università di Firenze. L'inizio della professione urbanistica è caratterizzata dalla vicinanza con Marcello Vittorini, Giuseppe Campos Venuti, Leonardo Benevolo.  A questa attività alterna lavori di design e allestimento curando le mostre internazionali di Arman (Faenza 1994) e Mattia Moreni (Faenza 1999).
Dal gennaio 1994 al settembre 2019 è stato architetto dirigente del Settore Territorio del comune di Faenza e dei sei comuni della Unione della Romagna Faentina, conseguendo nel 1999 una seconda laurea in urbanistica presso la Università di Venezia con una tesi condotta con Pierluigi Cervellati. È autore dei piani regolatori di Faenza del 1996, 2010, 2015. Nella progettazione ha introdotto l'applicazione di incentivi per la bioedilizia, la biourbanistica, il verde e l'arte contemporanea. Il Prg di Faenza 1998 ha vinto nel 1999 il primo premio nazionale Enea per la sostenibilità avendo applicato questa tecnica, per la prima volta in Italia, alla scala della pianificazione (+sostenibilità+volume) e poi una menzione a Parigi nel 2001 da parte del Consiglio europeo degli urbanisti.
Nel 2014 realizza a Jingdezhen in Cina la piazza Faenza-Square. Riceve nel 2015 a Firenze il primo premio da parte della Associazione nazionale degli urbanisti e dei pianificatori territoriali e ambientali. La pianificazione associata dei sei comuni della Unione della Romagna Faentina vale il premio urbanistica 2016 (conferito da Urban promo, Inu, Urbit).
Ha ideato e diretto fin dagli anni 2000 due nuove collezioni museali faentine: il Museo all'aperto della città (Map) istituito nel 2014 e la Collezione di arte contemporanea (Mus.t) istituita nel 2015. Al Map è attribuito a Milano il premio Urbanistica 2017.
È autore di pubblicazioni di carattere storico e urbanistico, tra cui Territorio e ceramica (2010) e Una nuova urbanistica è possibile (2015) che sono un riassunto del suo pensiero. Nel 2012 progetta l'allestimento dell'ingresso della città di Faenza con l'opera Anfore (Franz Sthaler) e nel 2019 il primo nucleo del museo archeologico nel palazzo Mazzolani di Faenza con una raccolta di mosaici romani. In particolare dal 2014, assieme all'architetto Filippo Monti si avvicina alla ceramica.

## Lavori
- 1998 Piano regolatore generale di Faenza
- 2000 Piano regolatore generale di Brisighella
- 2001 Piano regolatore generale di Solarolo
- 2004 Piano strategico del centro storico di Faenza
- 2010 Piano strutturale di Faenza[22]
- 2012 Piano regolatore generale e piano del centro storico di Atri[23]
- 2012 Piano Particolareggiato del centro storico di Atri
- 2014 Progetto della piazza Faenza-Square a Jingdezhen (Cina)
- 2015 Regolamento Urbanistico Edilizio di Faenza RUE[24]
- 2017 Piano urbanistico edilizio di Brisighella, Casola Valsenio, Castel Bolognese, Riolo Terme, Solarolo[25]

## Premi (principali)
- 1999 Roma - 1º Premio nazionale Enea al Prg di Faenza per lo sviluppo sostenibile
- 2008 Parigi - Menzione da parte del Consiglio europeo degli urbanisti
- 2008 Venezia - 1º Premio nazionale al progetto del quartiere S.Rocco da parte di Inu e Ministero Ambiente
- 2009 Roma - 1º Premio nazionale alla strategia +sostenibilità+volume  da parte di Forum PA e altri
- 2009 Modena - 1º Premio al Psc associato dell'U.R.F. conferito da ProMoLab e Regione Emilia Romagna
- 2012 Trento - 1º Premio nazionale per lo studio del paesaggio conferito dalla Fondazione Spadolini di Firenze[26]
- 2013 Senigallia - 1º Premio nazionale per il piano di Atri da parte della Associazione comuni virtuosi
- 2015 Firenze - 1º Premio nazionale per il miglior progetto urbanistico da parte di ASSURB
- 2016 Milano - Premio urbanistica per la pianificazione associata U.R.F. da parte di Urban Promo, INU, Urbit[27]
- 2017 Milano - Premio urbanistica per il Map di Faenza conferito da Urban Promo, INU, Urbit

## Opere
- Faenza PRG 2000  Tipografia MF 2000, (con M. Benericetti)
- Faenza 100 anni di edilizia  1 volume, Casanova editore 2006, pp. 509 (con V. Maggi) ISBN 9788895323077
- Un ecoquartiere mediterraneo, Grafiche Zattoni Bagnacavallo 2008, (con S. Laghi)
- Un piano strategico per la città storica, Carta Bianca editore Faenza 2008, (con R. Darchini)
- Territorio e ceramica  Graphic Line 2010
- Faenza 100 anni di edilizia 2 volume, Casanova editore 2011, (con V. Maggi) ISBN 9788896944110
- PSC-Una esperienza urbanistica associata  La Rapida Giulianova 2012, (con F. Drei, e D. Sbarzaglia) ISBN 9788896928097
- Biourbanistica-energia e pianificazione  Valfrido edizioni 2013 ISBN 9788890386268
- Una nuova urbanistica: è possibile  Inu edizioni 2015 ISBN 9788876031205
- Cesenatico e il suo grattacielo, Valfrido edizioni Faenza 2016 ISBN  9788894017830
- Il Museo all'Aperto della città di Faenza, Valfrido edizioni Faenza 2020, ISBN  9788894389043
- Faenza 10 anni di edilizia, l'inizio del nuovo secolo 2010-2020, Tipografia Faentina Editrice 2022 ISBN 9791280342171
- Mus.t Museo del Territorio della città di Faenza, Valfrido Edizioni Faenza, 2022 ISBN 9788894389074
- Milano Marittima e il suo grattacielo. I favolosi anni 50 della città giardino (con Renato Lombardi), Nolica edizioni Forlì, 2024 ISBN 9788860074485